# Vulpicida
Vulpicida ist eine Gattung von Flechten aus der Familie Parmeliaceae.

## Beschreibung

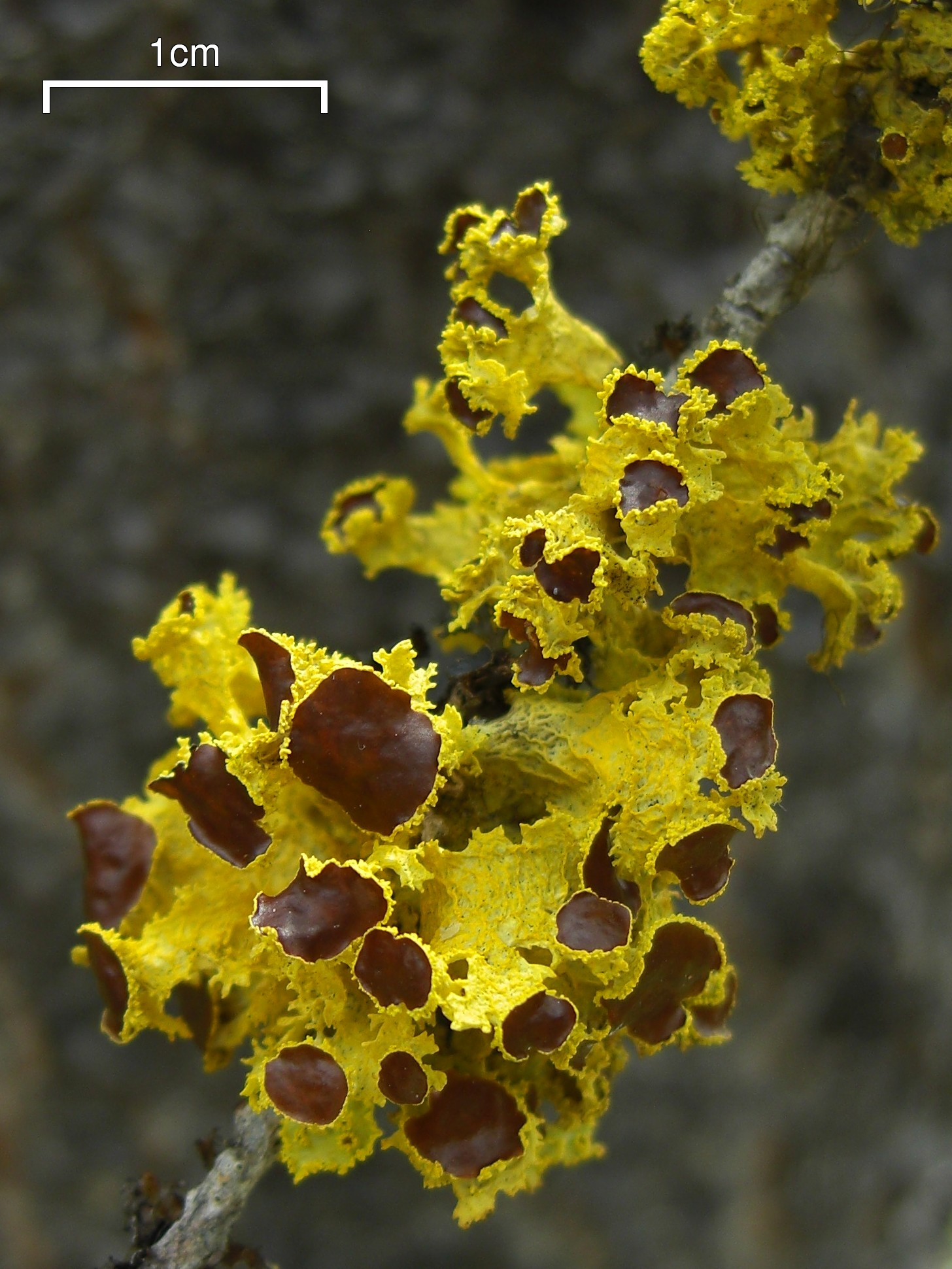
Vulpicida canadensis

Die Arten der Gattung Vulpicida besitzen blättrige bis strauchige, gelbe bis gelbgrüne Lager. Die gelbe Farbe wird durch die stark giftige Vulpinsäure im Mark hervorgerufen. Unterseits sind die Flechten blass gelblich mit spärlichen Rhizinen. Die Fruchtkörper (Apothecien) haben eine braune Scheibe mit Lagerrand und werden bei sorediösen Arten nur selten ausgebildet. Die einzelligen, farblosen Sporen sind ellipsoid bis fast kugelig mit einem Durchmesser von 4 bis 6 µm, jeweils zu 8 im Ascus. Die Rinde enthält Usninsäure. Der Tholus zeigt gegenüber verwandten Gattungen eine starke amyloide Reaktion. Auch die Asci unterscheiden sich in ihrer Form von verwandten Gattungen. Photobionten sind Trebouxia-artige Algen.

## Ökologie und Verbreitung
Die Arten der Gattung Vulpicida treten zirkumpolar von der arktischen bis zur gemäßigten Zone in der nördlichen Hemisphäre auf.

## Systematik und Etymologie

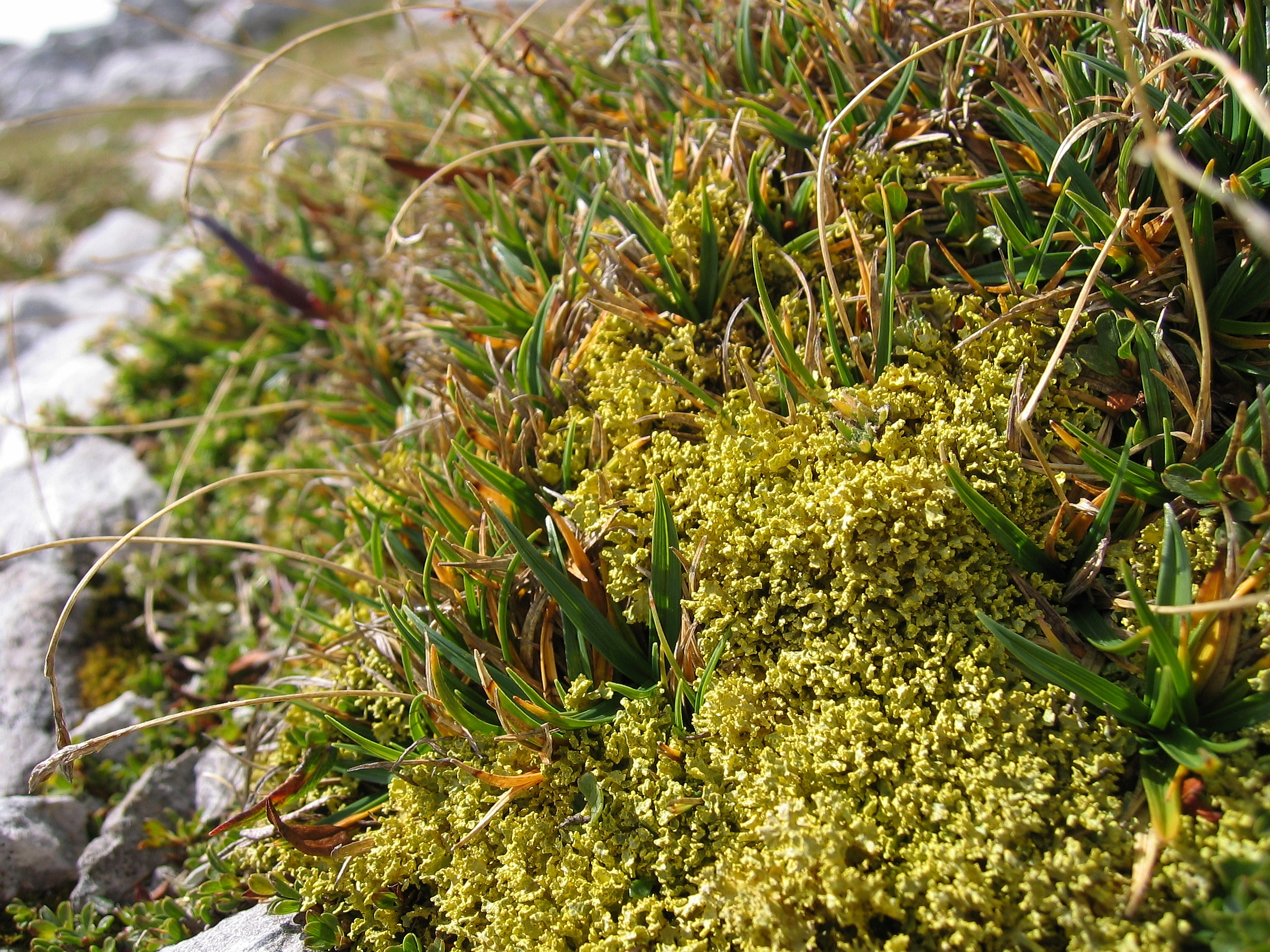
Vulpicida tilesii

Die Gattung Vulpicida wurde 1993 von Mattson und Lai von der Gattung Cetraria abgetrennt. Das lateinische Wort vulpes bedeutet Fuchs, -cida bedeutet Mörder, also vulpicida= Fuchsmörder. Nach Fries wurden in Schweden diese Flechten zum Vergiften von Füchsen verwendet.
Die Gattung Vulpicida umfasst die folgenden sechs Arten, von denen drei Arten auch in Mitteleuropa vorkommen:
- Vulpicida juniperinus: Typusart, wurde bereits 1753 von Linné[2] beschrieben. Ohne Soredien, auf Rinde, selten auf Erde, Vorkommen: Skandinavien und subalpine Gebiete von Mittel- und Südeuropa
- Vulpicida canadensis: ohne Soredien, auf Rinde, Vorkommen: Westliches Nordamerika
- Vulpicida pinastri: sorediös, vornehmlich auf Rinde, zirkumpolar verbreitet.
- Vulpicida tilesii: ohne Soredien, auf kalkreichen Untergrund, Vorkommen: Nordamerika
- Vulpicida tubulosus: ohne Soredien, auf Kalk in Skandinavien und subalpinen Gebieten von Mittel- und Südeuropa.
- Vulpicida viridis: Vorkommen: Östliches Nordamerika